# جوليا سيمون
جوليا سيمون (بالفرنسية: Julia Simon)‏ هي متسابقة بياثل فرنسية، ولدت في 9 أكتوبر 1996 في ألبيرفيل في فرنسا.

## وصلات خارجية
- جوليا سيمون على موقع IBU (الإنجليزية)
- جوليا سيمون على موقع اللجنة الأولمبية الدولية (الإنجليزية)
- جوليا سيمون على موقع أوليمبيديا (الإنجليزية)
- جوليا سيمون على موقع اللجنة الأولمبية الفرنسية (مؤرشف) (الفرنسية)